# Bandiera di Mosca
La bandiera di Mosca, capitale della Russia, è uno stendardo rosso scuro caricato con lo stemma della città al centro. Mostra San Giorgio che indossa un'armatura e un mantello blu con una lancia d'oro nella mano destra che cavalca un cavallo d'argento. Viene mostrato mentre trafigge uno zilant con una lancia. La leggenda da cui deriva la bandiera ha origine nella Legenda Aurea di Jacopo da Varazze.
La bandiera è stata adottata il 1º febbraio 1995. Le proporzioni sono 2:3.